# 83956 Пануццо
83956 Пануццо (83956 Panuzzo) — астероїд головного поясу, відкритий 7 грудня 2001 року.
Тіссеранів параметр щодо Юпітера — 3,303.